# Glendon (Alberta)
Glendon est un village (village) de Bonnyville No 87, situé dans la province canadienne d'Alberta.

## Démographie
En tant que localité désignée dans le recensement de 2011, Glendon a une population de 486 habitants dans 204 de ses 229 logements, soit une variation de 15.4% avec la population de 2006. Avec une superficie de 1,983 0 km2, village possède une densité de population de 245,083 2 hab/km2 en 2011.
Concernant le recensement de 2006, Glendon abritait 421 habitants dans 178 de ses 185 logements. Avec une superficie de 1,983 0 km2, le village avait une densité de population de 212,3 hab/km2 en 2006.
| 2001 | 2006 | 2011 | 2016 |
| ---- | ---- | ---- | ---- |
| 459  | 421  | 486  | 493  |